# Theristus (D.) proprium
Theristus (D.) proprium är en rundmaskart. Theristus (D.) proprium ingår i släktet Theristus, och familjen Monhysteridae. Arten är reproducerande i Sverige.